# Beatrix Schubová
Beatrix (Trixi) Schubová (* 15. dubna 1951, Vídeň) je bývalá rakouská krasobruslařka, olympijská vítězka z roku 1972.
Vystudovala obchodní školu a pracovala jako účetní v rodinné firmě. V letech 1967 až 1972 byla šestkrát v řadě rakouskou seniorskou mistryní v krasobruslení, v letech 1971 a 1972 vyhrála mistrovství světa v krasobruslení i mistrovství Evropy v krasobruslení. Na olympiádě skončila pátá v roce 1968 a vyhrála v roce 1972. Její silnou stránkou byla precizní povinná jízda.
Po olympijském vítězství začala profesionálně vystupovat v revue Holiday on Ice. Poté, co skončila s bruslením, pracovala jako úřednice v pojišťovně, v letech 2002 až 2006 byla předsedkyní Rakouského krasobruslařského svazu. Také byla jednou z hlavních tváří neúspěšné kandidatury Salcburku na Zimní olympijské hry 2014.